# Park Hill

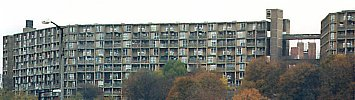
Park Hill în Sheffield.

Park Hill este o clădire în Sheffield, Anglia.